# Belco Bah
Pour les articles homonymes, voir Bah.
Belco Bah, né vers 1958 et mort le 21 avril 2020 à Niono (région de Ségou), est un homme politique malien.

## Biographie
Membre de l'Union Malienne du Rassemblement Démocratique Africain (UM-RDA), il se présente aux élections législatives de 2013 pour la circonscription de Niono. Seul élu de son parti, il siège à l'Assemblée nationale. Le 29 mars 2020, au premier tour des élections législatives, il est battu par Diadié Bah, de l'Alliance démocratique pour la paix (ADP-Maliba). Le second tour ayant été repoussé en raison de la pandémie de covid-19, il est toujours en poste lorsqu'il succombe à la maladie, le 21 avril.